# Football Club Internazionale Milano 1974-1975
Questa voce raccoglie le informazioni riguardanti il Football Club Internazionale Milano nelle competizioni ufficiali della stagione 1974-1975.

## Stagione
Stagione deludente per l'Inter che raccoglie 30 punti in 30 partite, con un poco onorevole nono posto finale. La società nerazzurra affida la panchina a Luis Suárez, dopo aver cercato a lungo d'ingaggiare Kovács, mentre tra i giocatori si è limitata all'acquisto del fantasista Cerilli dalla Massese e ha lasciato andare Bellugi al Bologna, Bedin alla Sampdoria e il duo Burgnich-Massa al Napoli. Con 18 reti Roberto Boninsegna è risultato ancora il miglior realizzatore stagionale dei nerazzurri, un bottino così suddiviso: 9 reti in campionato, 6 centri in Coppa Italia e 3 reti in Coppa UEFA. Lo scudetto è stato vinto dalla Juventus con 43 punti, davanti alle sorprese Napoli con 41 e Roma con 39 punti.
Nella Coppa Italia l'Inter vince a settembre il girone 1 di qualificazione, ma poi nel girone finale, disputato a giugno, non riesce ad ottenere il pass per la finale.
In Coppa UEFA l'Inter supera nei trentaduesimi di finale i bulgari dell'Etar Tarnovo, ma poi si ferma nei sedicesimi per opera degli olandesi del FC Amsterdam.

## Divise
| 1ª divisa |

## Organigramma societario
Area direttiva
- Presidente: Ivanoe Fraizzoli
- Vicepresidente: Giuseppe Prisco
- Consigliere: Angelo Corridori
- Segretario: Franco Manni

Area tecnica
- Allenatore: Luis Suárez
- Allenatore in seconda: Enea Masiero[3]
- Preparatore atletico: Alfredo Calligaris

Area sanitaria
- Medico sociale: dott. Angelo Quarenghi[4]
- Massaggiatore: Giancarlo Della Casa

## Rosa

Mazzola, Cerilli, Facchetti e Guida in allenamento

| N. |                       | Ruolo | Calciatore           |
| -- | --------------------- | ----- | -------------------- |
|    | Italia (bandiera)     | P     | Ivano Bordon         |
|    | Jugoslavia (bandiera) | P     | Silvano Martina      |
|    | Italia (bandiera)     | P     | Lido Vieri           |
|    | Italia (bandiera)     | D     | Graziano Bini        |
|    | Italia (bandiera)     | D     | Nazzareno Canuti     |
|    | Italia (bandiera)     | D     | Sauro Catellani      |
|    | Italia (bandiera)     | D     | Giacinto Facchetti   |
|    | Italia (bandiera)     | D     | Adriano Fedele       |
|    | Italia (bandiera)     | D     | Roberto Galbiati     |
|    | Italia (bandiera)     | D     | Mario Giubertoni     |
|    | Italia (bandiera)     | D     | Viviano Guida        |
|    | Italia (bandiera)     | D     | Giorgio Magnocavallo |
|    | Italia (bandiera)     | C     | Mario Bertini        |

| N. |                   | Ruolo | Calciatore         |
| -- | ----------------- | ----- | ------------------ |
|    | Italia (bandiera) | C     | Franco Cerilli     |
|    | Italia (bandiera) | C     | Sandro Mazzola     |
|    | Italia (bandiera) | C     | Adelio Moro        |
|    | Italia (bandiera) | C     | Aldo Nicoli        |
|    | Italia (bandiera) | C     | Gabriele Oriali    |
|    | Italia (bandiera) | C     | Nevio Scala        |
|    | Italia (bandiera) | C     | Evert Skoglund     |
|    | Italia (bandiera) | A     | Roberto Boninsegna |
|    | Italia (bandiera) | A     | Roberto Cesati     |
|    | Italia (bandiera) | A     | Giuseppe Giavardi  |
|    | Italia (bandiera) | A     | Giorgio Mariani    |
|    | Italia (bandiera) | A     | Carlo Muraro       |
|    | Italia (bandiera) | A     | Renzo Rossi        |

## Risultati

### Serie A

#### Girone di andata
| Arbitro: | Gonella (Torino) |

|                         |           |  |
| Libera 32’ Sperotto 83’ | Marcatori |  |

| Arbitro: | Schena (Foggia) |

|                               |           |             |
| Boninsegna 10’, 45’, 66’, 81’ | Marcatori | 63’ S. Gori |

| Ascoli Piceno 20 ottobre 1974 3ª giornata | Ascoli             | 0 – 0 | Inter | Stadio Cino e Lillo Del Duca\| Arbitro: \| Picasso (Chiavari) \| |
| Arbitro:                                  | Picasso (Chiavari) |       |       |                                                                  |

| Arbitro: | Agnolin (Bassano del Grappa) |

|             |           |                |
| A. Moro 61’ | Marcatori | 19’ Massimelli |

| Arbitro: | Gonella (Torino) |

|                |           |                            |
| Re Cecconi 23’ | Marcatori | 53’ (aut.) Oddi 58’ Fedele |

| Milano 10 novembre 1974 6ª giornata | Inter           | 0 – 0 | Milan | Stadio San Siro\| Arbitro: \| Menegali (Roma) \| |
| Arbitro:                            | Menegali (Roma) |       |       |                                                  |

| Arbitro: | Panzino (Catanzaro) |

|                 |           |              |
| Bini 67’ (aut.) | Marcatori | 15’ R. Rossi |

| Arbitro: | Ciacci (Firenze) |

|  |           |             |
|  | Marcatori | 72’ Capello |

| Cesena 8 dicembre 1974 9ª giornata | Cesena               | 0 – 0 | Inter | Stadio La Fiorita\| Arbitro: \| Gialluisi (Barletta) \| |
| Arbitro:                           | Gialluisi (Barletta) |       |       |                                                         |

| Arbitro: | Panzino (Catanzaro) |

|                |           |  |
| M. Bertini 81’ | Marcatori |  |

| Arbitro: | Menegali (Roma) |

|             |           |                |
| Casarsa 30’ | Marcatori | 58’ S. Mazzola |

| Milano 5 gennaio 1974 12ª giornata | Inter           | 0 – 0 | Napoli | Stadio San Siro\| Arbitro: \| Serafino (Roma) \| |
| Arbitro:                           | Serafino (Roma) |       |        |                                                  |

| Arbitro: | Michelotti (Parma) |

|                  |           |                                              |
| G.L. Savoldi 61’ | Marcatori | 15’ S. Mazzola 25’ M. Bertini 65’ G. Mariani |

| Arbitro: | R. Lattanzi (Roma) |

|                |           |  |
| Boninsegna 65’ | Marcatori |  |

| Arbitro: | Picasso (Chiavari) |

|           |           |  |
| Prati 10’ | Marcatori |  |

#### Girone di ritorno
| Arbitro: | Gialluisi (Barletta) |

|            |           |  |
| Cesati 34’ | Marcatori |  |

| Arbitro: | Agnolin (Bassano del Grappa) |

|  |           |                |
|  | Marcatori | 87’ G. Mariani |

| Arbitro: | Reggiani (Bologna) |

|  |           |                   |
|  | Marcatori | 34’ Massimo Silva |

| Arbitro: | Menegali (Roma) |

|                          |           |                |
| G. Savoldi 9’ Cresci 21’ | Marcatori | 23’ S. Mazzola |

| Arbitro: | Ciacci (Firenze) |

|                                       |           |               |
| Fedele 13’, 63’ Boninsegna 88’ (rig.) | Marcatori | 90’ Chinaglia |

| Arbitro: | Serafino (Roma) |

|                                                |           |  |
| E. Calloni 5’ Benetti 39’ Facchetti 70’ (aut.) | Marcatori |  |

| Milano 16 marzo 1975 22ª giornata | Inter           | 0 – 0 | Sampdoria | Stadio San Siro\| Arbitro: \| Schena (Foggia) \| |
| Arbitro:                          | Schena (Foggia) |       |           |                                                  |

| Arbitro: | Menicucci (Firenze) |

|                |           |  |
| Cuccureddu 39’ | Marcatori |  |

| Arbitro: | R. Lattanzi (Roma) |

|  |           |             |
|  | Marcatori | 55’ Orlandi |

| Terni 6 aprile 1975 25ª giornata | Ternana            | 0 – 0 | Inter | Stadio Libero Liberati\| Arbitro: \| Reggiani (Bologna) \| |
| Arbitro:                         | Reggiani (Bologna) |       |       |                                                            |

| Arbitro: | Vannucchi (Bologna) |

|                       |           |  |
| Boninsegna 68’ (rig.) | Marcatori |  |

| Arbitro: | Panzino (Catanzaro) |

|                              |           |                               |
| Clerici 18’, 57’ Braglia 67’ | Marcatori | 63’ G. Mariani 74’ Boninsegna |

| Milano 4 maggio 1975 28ª giornata | Inter           | 0 – 0 | Lanerossi Vicenza | Stadio San Siro\| Arbitro: \| Menegali (Roma) \| |
| Arbitro:                          | Menegali (Roma) |       |                   |                                                  |

| Arbitro: | V. Lattanzi (Roma) |

|                                     |           |                                           |
| F. Graziani 8’ P. Pulici 89’ (rig.) | Marcatori | 19’ A. Moro 53’ G. Mariani 82’ Boninsegna |

| Arbitro: | Pieri (Genova) |

|  |           |                           |
|  | Marcatori | 5’ G. Morini 14’ De Sisti |

### Coppa Italia

#### Primo turno
| Arbitro: | Lenardon (Siena) |

|                                           |           |          |
| G. Mariani 53’ Giubertoni 75’ A. Moro 82’ | Marcatori | 24’ Gola |

| Arbitro: | Panzino (Catanzaro) |

|            |           |                               |
| Marino 83’ | Marcatori | 61’ G. Mariani 74’ Boninsegna |

| Arbitro: | Benedetti (Roma) |

|                           |           |  |
| Boninsegna 27’ Nicoli 85’ | Marcatori |  |

| Arbitro: | Ciulli (Roma) |

|                   |           |                                      |
| Vitali 48’ (rig.) | Marcatori | 26’ (rig.) Boninsegna 30’ M. Bertini |

#### Secondo turno
| Arbitro: | Panzino (Catanzaro) |

|  |           |              |
|  | Marcatori | 81’ Sabadini |

| Arbitro: | R. Lattanzi (Roma) |

|           |           |                              |
| Viola 53’ | Marcatori | 58’ Boninsegna 85’ Facchetti |

| Bologna 12 giugno 1975 3ª giornata | Bologna           | 0 – 0 | Inter | Stadio Comunale\| Arbitro: \| Andreoli (Padova) \| |
| Arbitro:                           | Andreoli (Padova) |       |       |                                                    |

| Milano 15 giugno 1975 4ª giornata | Milan                        | 0 – 0 | Inter | Stadio San Siro\| Arbitro: \| Agnolin (Bassano del Grappa) \| |
| Arbitro:                          | Agnolin (Bassano del Grappa) |       |       |                                                               |

| Arbitro: | Trincheri (Reggio Emilia) |

|                            |           |                                                           |
| Boninsegna 21’, 70’ (rig.) | Marcatori | 2’, 48’ Anastasi 34’, 55’ Viola 53’ Scirea 65’ Cuccureddu |

| Arbitro: | Celli (Trieste) |

|  |           |             |
|  | Marcatori | 85’ Ferrara |

### Coppa UEFA
| Tarnovo 18 settembre 1974 Trentaduesimi di finale - Andata | FK Etăr | 0 – 0 | Inter | Stadion Ivaylo\| Arbitro: \| Horcan \| |
| Arbitro:                                                   | Horcan  |       |       |                                        |

| Arbitro: | Sanchez Ibañez |

|                                       |           |  |
| Oriali 32’ Boninsegna 51’, 90’ (rig.) | Marcatori |  |

| Arbitro: | Taylor |

|                |           |                |
| Boninsegna 73’ | Marcatori | 6’, 38’ Jansen |

| Amsterdam 6 novembre 1974 Trentaduesimi di finale - Ritorno | FC Amsterdam | 0 – 0 | Inter | Olympisch Stadion\| Arbitro: \| Wöhrer \| |
| Arbitro:                                                    | Wöhrer       |       |       |                                           |